# 赫里尼夫卡 (伊林齊區)
49°3′44″N 29°18′39″E / 49.06222°N 29.31083°E
赫里尼夫卡（烏克蘭語：Хрінівка），是烏克蘭西南部的村莊，隸屬文尼察州的文尼察區。該村始建於1450年，面積2.16平方公里，海拔高度227米，2001年人口601，人口密度每平方公里278.24人。